# Andreas Gebhart

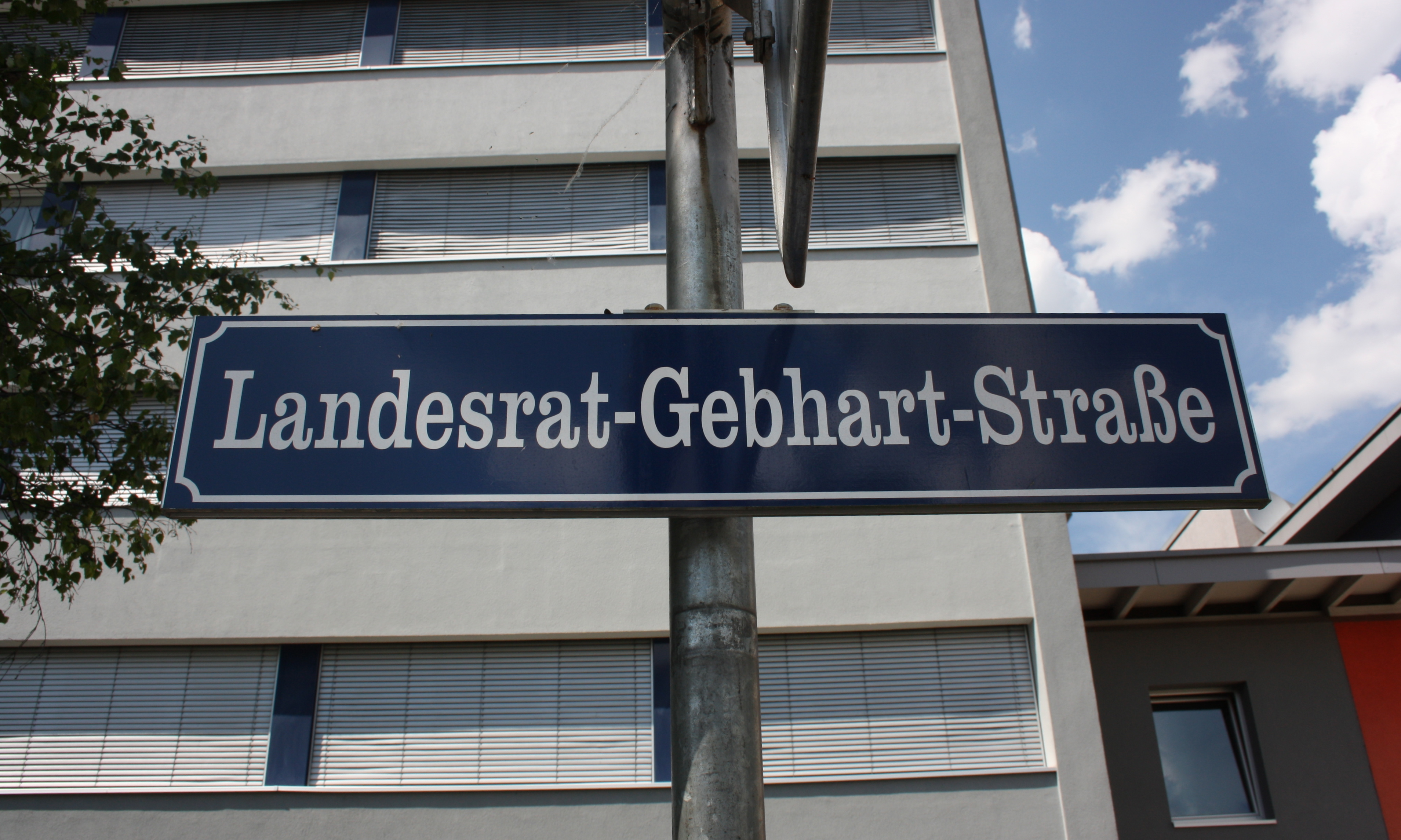
Die Landesrat-Gebhart-Straße in Imst erinnert an den Politiker

Andreas Gebhart (* 12. Mai 1881 in Stams; † 7. Februar 1934 in Innsbruck) war ein österreichischer Politiker (TVP).

## Leben
Andreas Gebhart besuchte die Volksschule in seinem Geburtsort Stams und das Gymnasium in Brixen. Anschließend arbeitete er für die Enzenberg’sche Güterverwaltung in Schwaz. Dort wurde er später auch Leiter des Schwazer Bezirksanzeigers.
Im Ersten Weltkrieg war er 1915 mit dem k.k. Standschützen-Bataillon Schwaz an der Front.
Gebhart war Gründer der Landwirtschaftlichen Landeslehranstalt Imst.

## Politik
Die Nordtiroler Städte wählten Gebhart 1914 als Gewerbe-Vertreter in den Tiroler Landtag.
Als Landtagsabgeordneter trat er nach dem Krieg dem Bauernbund bei und arbeitete eng mit dessen Obmann Josef Schraffl zusammen.
Im Jahr 1920 erfolgte Gebharts Wahl in die Tiroler Landesregierung, der er als Landesrat für Landwirtschaft bis zu seinem Tod angehörte. Er vertrat die Landesregierung im Landeskulturrat bzw. der Landwirtschaftskammer. Sein politisches Engagement galt den Interessen der Bergbauern und den landwirtschaftlichen Schulen.

## Auszeichnungen
- Er war Ehrenbürger von über hundert Gemeinden in Tirol.